# Талингчан (станция)
Талингчан (тайск. ชุมทางตลิ่งชัน) — узловая станция, расположенная в одноимённом районе Бангкока. Находится на Южной линии и имеет ответвление к станции Бангсы Северной линии. Управляется компанией «Государственные железные дороги Таиланда».

## История
В 2009 году станция была перестроена, с целью проведения к ней линии надземного метро. В августе 2021 года линия метро SRT Light Red была открыта.

## Инциденты
Утром 21 августа 1979 года пассажирский поезд Ратчабури — Тхонбури № 165 (сейчас № 352) столкнулся с грузовым поездом следовавшим со станции Бангсы в Малайзию. Грузовой поезд проехал на красный свет и врезался прямо в середину состава пассажирского поезда, что привело к крушению обоих поездов. В результате аварии погиб 51 человек и 138 получили травмы разной тяжести. Основными пассажирами были студенты и торговцы, следовавшие на станцию Тхонбури. Данный инцидент является один из самых крупных за всю историю тайских железных дорог.